# Правая Лесная
Правая Лесная (Лесьна-Права — пол. Leśna Prawa, бел. Правая Лясная) — река в Подляском воеводстве Польши и Каменецком районе Брестской области Белоруссии, правый приток реки Лесной (бассейн Вислы). Длина 63 км (в границах Белоруссии — 30 км). Площадь бассейна 996 км² (в Белоруссии около 650 км²). Расход воды в устье 4,8 м³/с. Основные правые притоки: Белая и Хвищай. Левый приток — Переволока.
Исток Правой Лесной расположен к северу от города Хайнувка возле деревни Чижики на территории Польши. На расстоянии 0,8 км к востоку от деревни Угляны Каменецкого района сливается с рекой Левая Лесная и образует реку Лесная.
Течёт по Прибугской равнине, пересекая территорию Беловежской пущи. Долина в некоторых местах не очерчена, в нижнем течении её ширина до 4 км. Пойма двухсторонняя, преимущественно увлажнённая, в низовье заболоченная, шириной 200—400 м, ближе к устью расширяется до 1 км. Русло извилистое, свободно меандрирующее, слаборазветвлённое, ширина в нижнем течении 20—25 м. Берега открытые или заросли кустарниками, низкие, преимущественно заболоченные. Замерзает в конце декабря, лёд держится до середины марта. Наибольший уровень весеннего половодья обычно во 2-й половине марта.
Река Правая Лесная, была описана белорусской писательницей Элизой Ожешко в её рассказе «Ad astra. Dwugłos».